# 新竹市 (日本統治時代)
新竹市（しんちくし）は、日本統治時代の台湾に存在した市。新竹州に属した。

## 歴史
- 1930年（昭和5年）1月20日 - 新竹郡（中国語版）新竹街（中国語版）が市制を施行して新竹市が発足し、市域は市制施行前と同様の15の大字（新竹（中国語版）・客雅（中国語版）・吉羊崙（中国語版）・沙崙（中国語版）・崙子（中国語版）・渓埔子（中国語版）・苦苓腳（中国語版）・樹林頭（中国語版）・水田（中国語版）・湳雅（中国語版）・東勢（中国語版）・赤土崎（中国語版）・埔頂（中国語版）・柴梳山（中国語版）・金山面（中国語版））で分けられた。
- 1931年（昭和6年）9月 - 香山庄大字牛埔の一部を編入。
- 1935年（昭和10年）8月 - 町名改正（中国語版）を実施。大字新竹が分割されて15の町（栄町（中国語版）・東門町（中国語版）・旭町（中国語版）・田町（中国語版）・錦町（中国語版）・花園町（中国語版）・南門町（中国語版）・新興町（中国語版）・黒金町（中国語版）・西門町（中国語版）・住吉町（中国語版）、宮前町（中国語版）・表町（中国語版）・北門町（中国語版）・新富町（中国語版））が設置される。
- 1936年（昭和11年）5月19日 - 新竹海軍飛行場（現：空軍新竹基地（中国語版））が供用開始。
- 1941年（昭和16年）10月 - 新竹郡香山庄（現：香山区）・旧港庄（中国語版）の一部（大字旧港・槺榔・十塊寮・油車港）・六家庄（中国語版）の一部（大字二十張犁・九甲埔）を編入。旧港庄と六家庄の残部は合併して竹北庄（中国語版）（現：竹北市）となる[1]。
- 1943年（昭和18年）11月25日 - アメリカ合衆国・中華民国の連合部隊による空襲を受ける（新竹空襲）。
- 1945年（昭和20年/民国34年）10月25日 - 中華民国国民政府による台湾接収に伴い、台湾総督府が廃止される。
  - 10月30日 - 台湾省の省轄市（現：市）としての新竹市が発足する。

## 区
1935年、台湾総督府は市の行政を円滑に進めるために「台湾市制」を改正して市の下部に区を新設した。各区には区長が置かれ、各区における衛生と防災の管理・推進に責任を持つ。新竹市には同年10月1日に区が設置され、1945年時点で25区が存在した。
| 区名     | 範囲                                       | 備注             |
| -------- | ------------------------------------------ | ---------------- |
| 東門町区 | 東門町                                     |                  |
| 西門町区 | 西門町                                     |                  |
| 南門町区 | 南門町                                     |                  |
| 北門町区 | 北門町、田町（一部）、湳雅（一部）         | 1938年10月修正   |
| 表町区   | 表町                                       |                  |
| 栄町区   | 栄町                                       |                  |
| 花園町区 | 花園町、東勢（一部）、赤土崎（一部）       |                  |
| 黒金町区 | 黒金町                                     |                  |
| 錦町区   | 錦町、田町（一部）、水田（一部）           | 1938年10月修正   |
| 新興町区 | 新興町、客雅（一部）                       |                  |
| 住吉町区 | 住吉町、客雅（一部）                       |                  |
| 宮前町区 | 宮前町、崙子（一部）                       |                  |
| 旭町区   | 旭町                                       |                  |
| 新富町区 | 新富町、崙子（一部）                       | 1941年10月に新設 |
| 埔頂区   | 東勢、赤土崎、埔頂、柴梳山、金山面         | 1941年10月に新設 |
| 樹林頭区 | 沙崙、吉羊崙、苦苓腳、湳雅、樹林頭、渓埔子 | 1941年10月に新設 |
| 南寮区   | 十塊寮、槺榔、油車港                       | 1941年10月に新設 |
| 楊寮区   | 楊寮、虎子山                               | 1941年10月に新設 |
| 牛埔区   | 牛埔、浸水                                 | 1941年10月に新設 |
| 香山区   | 香山                                       | 1941年10月に新設 |
| 香山坑区 | 香山坑                                     | 1941年10月に新設 |
| 海山罟区 | 海山罟、茄苳湖                             | 1941年10月に新設 |
| 塩水港区 | 塩水港、南隘                               | 1941年10月に新設 |
| 青草湖区 | 青草湖                                     | 1941年10月に新設 |
| 九甲埔区 | 二十張犁、九甲埔                           | 1941年10月に新設 |

## 歴代首長
| 代       | 氏名       | 写真     | 在任期間                        |
| 新竹市尹 | 新竹市尹   | 新竹市尹 | 新竹市尹                        |
| -------- | ---------- | -------- | ------------------------------- |
| 1        | 山本正一   |          | 1930年1月20日 - 1932年4月21日   |
| 2        | 政所重三郎 |          | 1932年4月21日 - 1934年9月3日    |
| 3        | 青木健一   |          | 1934年9月3日 - 1936年10月20日   |
| 4        | 池田斌     |          | 1936年10月20日 - 1937年8月16日  |
| 5        | 吉田駛馬   |          | 1937年8月16日 - 1939年12月28日  |
| 6        | 矢野栄治   |          | 1939年12月28日 - 1940年10月28日 |
| 新竹市長 |            |          |                                 |
| 1        | 矢野英治   |          | 1940年10月28日 - 1942年8月7日   |
| 2        | 水崎格     |          | 1942年8月7日 - 1945年7月27日    |
| 3        | 森清吉     |          | 1945年7月27日 - 1945年10月25日  |

## 施設
- 新竹州庁
- 新竹郡役所
- 新竹市役所（現：新竹市美術館）
- 新竹地方法院
- 新竹地方法員検察局
- 新竹地方法院登記所
- 新竹警察署
- 新竹少年刑務所（中国語版）（現：新竹監獄）
- 新竹郵便局
- 新竹州商工奨励館
- 新竹州立工芸指導所
- 天然瓦斯研究所（後の聯合工業研究所（中国語版））
- 新竹植物検査所
- 新竹米穀検査所（後の台湾省政府糧食局新竹管理処（中国語版））
- 新竹州立農業試験場（中国語版）
- 新竹州立種畜場
- 新竹専売局（中国語版）
- 新竹測候所（中国語版）
- 新竹機関庫
- 新竹州図書館（中国語版）
- 新竹公会堂（中国語版）
- 新竹市社会館
- 新竹市公設質舖
- 新竹市営食堂
- 新竹市営映画常設館（現：新竹市文化局影像博物館（中国語版））
- 新竹市立水泳場（新竹公園内）
- 新竹児童遊園地（新竹公園内）
- 新竹市公共住宅
- 新竹水道（中国語版）
- 北門消費市場
- 東門消費市場
- 南門消費市場
- 西門消費市場
- 新竹市家畜市場
- 新竹市卸市場

## 教育

### 中等教育
- 新竹州立新竹中学校（現：国立新竹高級中学）
- 新竹州立新竹高等女学校（現：国立新竹女子高級中学（中国語版））
- 新竹市立新竹家政女学校（現：新竹市立建華国民中学（中国語版））
- 新竹州立新竹商業学校（現：国立新竹高級商業職業学校（中国語版））
- 新竹州立新竹農業学校（現：国立苗栗高級農工職業学校（中国語版））
- 新竹州立新竹工業学校（現：国立新竹高級工業職業学校（中国語版））

### 初等教育
- 新竹尋常高等小学校（現：新竹市東区東門国民小学）
- 新竹第一公学校
- 新竹第二公学校
- 新竹第三公学校
- 新竹第四公学校
- 住吉公学校
- 新竹第一幼稚園
- 新竹第二幼稚園

## 医療
- 台湾総督府立新竹病院
- 新竹市立北辰病院
- 新竹市立城西病院

## 観光
- 新竹神社
- 爽吟閣（中国語版）（新竹神社境内）
- 牛埔山（中国語版）御露営地
- 竹塹城迎曦門（中国語版）
- 新竹公園（中国語版）
- 新竹森林公園（十八尖山（中国語版）周辺一帯）
- 新竹競馬場
- 新竹ゴルフ場
- 南寮海水浴場

## ギャラリー
- 新竹市街
- 新竹市街の航空写真
- 新竹州庁
- 新竹郡役所（旧：新竹庁庁舎）
- 新竹州商工奨励館
- 新竹郵便局
- 新竹病院
- 新竹旧市街
- 新竹竹蓮寺
- 竹塹城壁
- 竹塹城迎曦門
- 新竹神社
- 新竹市場
- 新竹公園
- 新竹市森林公園
- 旌表（新竹市郊外）
- 新竹空襲の被害を受けた新竹駅